# Ibalonianus prasinus
Ibalonianus prasinus is een hooiwagen uit de familie Podoctidae.